# Estrilda kandti
L'astrilde di Kandt (Estrilda kandti Reichenow, 1902) è un uccello passeriforme della famiglia degli Estrildidi.

## Descrizione

### Dimensioni
Misura fino a 11 cm di lunghezza.

### Aspetto
Questi uccelli appariono molto simili all'astrilde testanera, rispetto alla quale presentano colorazione di petto e ventre grigio-brunastra piuttosto che bianca.

## Biologia
Mancano studi mirati su questi uccelli, per lungo tempo non considerati come specie a sé stante: si ritiene tuttavia che il loro comportamento non differisca significativamente da quello di altre specie congeneri.

## Distribuzione e habitat
L'astrilde di Kandt è endemica di un'area piuttosto ristretta attorno al lago Vittoria, a cavallo fra Repubblica Democratica del Congo, Uganda meridionale, Ruanda, Burundi e Kenya occidentale.
Il suo habitat pare costituito dalle aree erbose con presenza di cespugli o canneti nei pressi di fonti d'acqua dolce permanenti.

## Tassonomia
Se ne riconoscono due sottospecie:
- Estrilda kandti kandti, la sottospecie nominale, diffusa nella porzione occidentale dell'areale occupato dalla specie;
- Estrilda kandti keniensis Mearns, 1915, endemica del Kenya centro-occidentale;

La specie è stata per lungo tempo classificata come sottospecie dell'astrilde testanera, col nome di estrilda atricapilla kandti: attualmente, tuttavia, si tende a considerare questi uccelli come specie a sé stanti, che proprio assieme all'astrilde testanera e all'astrilde nonnula va molto probabilmente a formare una superspecie.
Il nome scientifico di questa specie è stato scelto in omaggio all'esploratore tedesco Richard Kandt.